# Heimaey

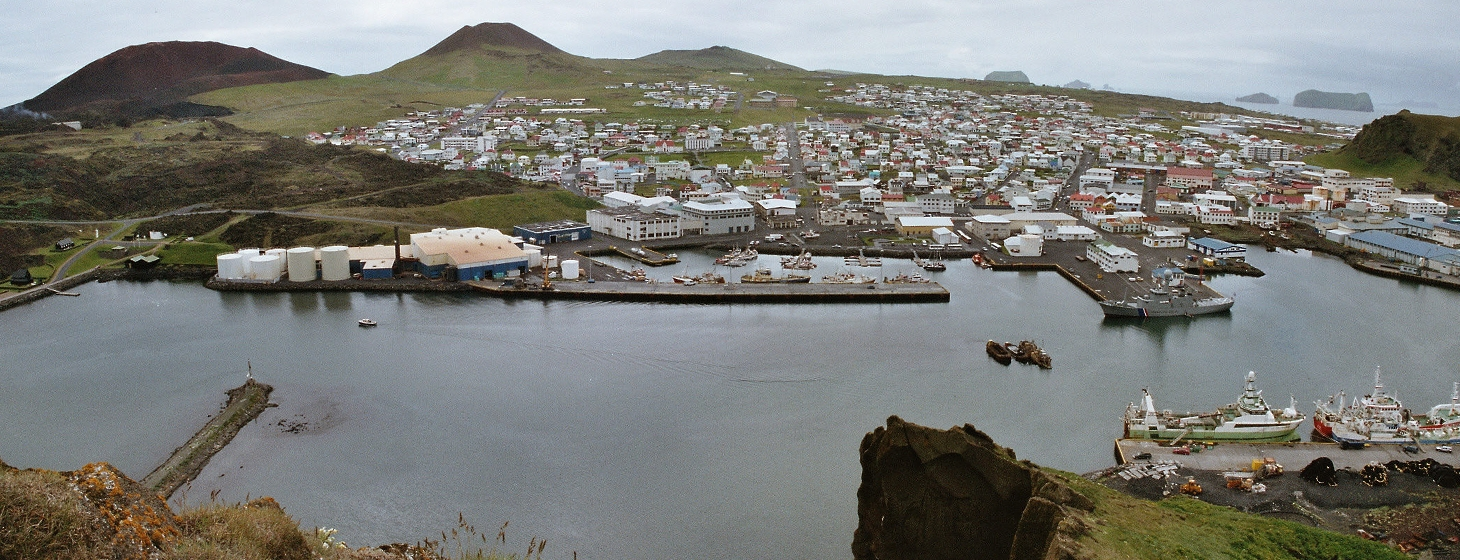
Baia di Heimaey ripresa a giugno 2005. Veduta meridionale

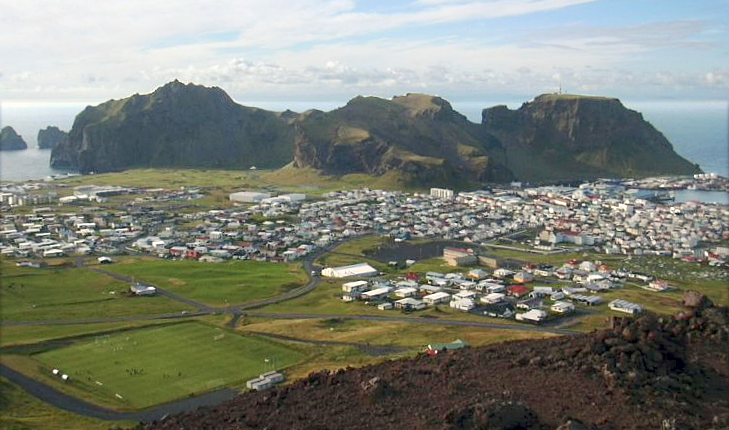
Veduta dall'Helgafell, verso Nord-Ovest

Heimaey (ˈheɪma.eɪ) è l'isola più grande (13,4 km² - 5,2 miglia quadrate) del distretto di Vestmannaeyjar, situata a circa 4 miglia nautiche (7,4 km) dalla costa meridionale dell'Islanda. È l'unica isola popolata dell'arcipelago di Vestmannaeyjar, con circa 4.500 abitanti.

## Storia

### Antichi racconti
La Landnáma riporta che Ingólfur Arnarson, il primo uomo a insediarsi stabilmente in Islanda, visse un intero inverno a Ingólfshöfði, poi gettò in mare le sue "Öndvegissúlur" (doghe di legno che costituivano la sedia del capo) e le seguì verso Ovest. Era consuetudine gettare le "Öndvegissúlur" in mare e lasciarle galleggiare. Una volta che queste doghe di legno si arenavano su qualche spiaggia, i vichinghi che le seguivano avrebbero lì costruito la loro fattoria. A Hjörleifshöfði, Ingólfur scoprì che il suo fratellastro Hjörleifr Hróðmarsson era morto e i suoi schiavi erano spariti. Lontano, nel mare, vide alcune barche dirigersi verso un piccolo gruppo di isole e decise di inseguirle.
Prelevati dal Nord dell'Irlanda, gli schiavi erano chiamati "uomini dell'Occidente" (Vestmenn), dal momento che l'Irlanda era la terra più a Ovest del mondo conosciuto all'epoca (circa 840). Gli schiavi sbarcarono a Heimaey e trovarono rifugio sulle montagne. Ingólfur li inseguì e li massacrò come vendetta per aver ucciso il fratellastro. Durante questa fase, Ingólfur diede il nome a varie località — per esempio "Dufþekja", un'area sul Heimaklettur, la montagna più alta di Heimaey (283 m), derivata dal nome dello schiavo Dufþakur.
La leggenda vuole che Dufþakur si fosse tolto la vita proprio in quel punto sul monte Heimaklettur, piuttosto che cadere in mano di Ingólfur.

### Primi insediamenti
Secondo la tradizione, Herjólfur Bárðarson fu il primo uomo a insediarsi stabilmente a Heimaey. La Landnáma racconta come egli costruì una fattoria a Herjólfsdalur (letteralmente: la valle di Herjólf) intorno all'anno 900. Tuttavia, alcuni scavi archeologici presso alcune rovine a Herjólfsdalur nel 1971 mostrarono come alcuni insediamenti fossero già presenti circa 100 anni prima.

### Invasione turca
Nel 1627, tre navi pirata dell'Impero Ottomano (precisamente provenienti dagli Stati barbareschi) effettuarono delle incursioni in molti paesi della costa meridionale dell'Islanda e delle isole limitrofe. In particolare, attaccarono Grindavík e Heimaey. La popolazione di Grindavík poté scappare nei campi di lava di Reykjanes e nascondersi con relativa facilità. Invece, Heimaey era più vulnerabile, in quanto più isolata geograficamente, e la popolazione residente fu costretta a subire l'attacco.
Molti racconti epici raccontano le gesta degli individui che sopravvissero all'invasione turca; la più famosa di questi fu Guðríður Símonardóttir. Meglio conosciuta come Tyrkja-Gudda, fu prelevata dai pirati dalla sua casa a Stakkagerði e venduta al mercato degli schiavi in Algeria. In seguito, fece ritorno in Islanda attraverso la Tunisia, l'Italia e la Danimarca—l'Islanda era allora sotto il dominio danese. Dopo il suo ritorno in Islanda, si sposò con il poeta Hallgrímur Pétursson. La chiesa luterana Hallgrímskirkja a Reykjavík è stata chiamata così in suo onore.

### Eldfell: l'eruzione del '73

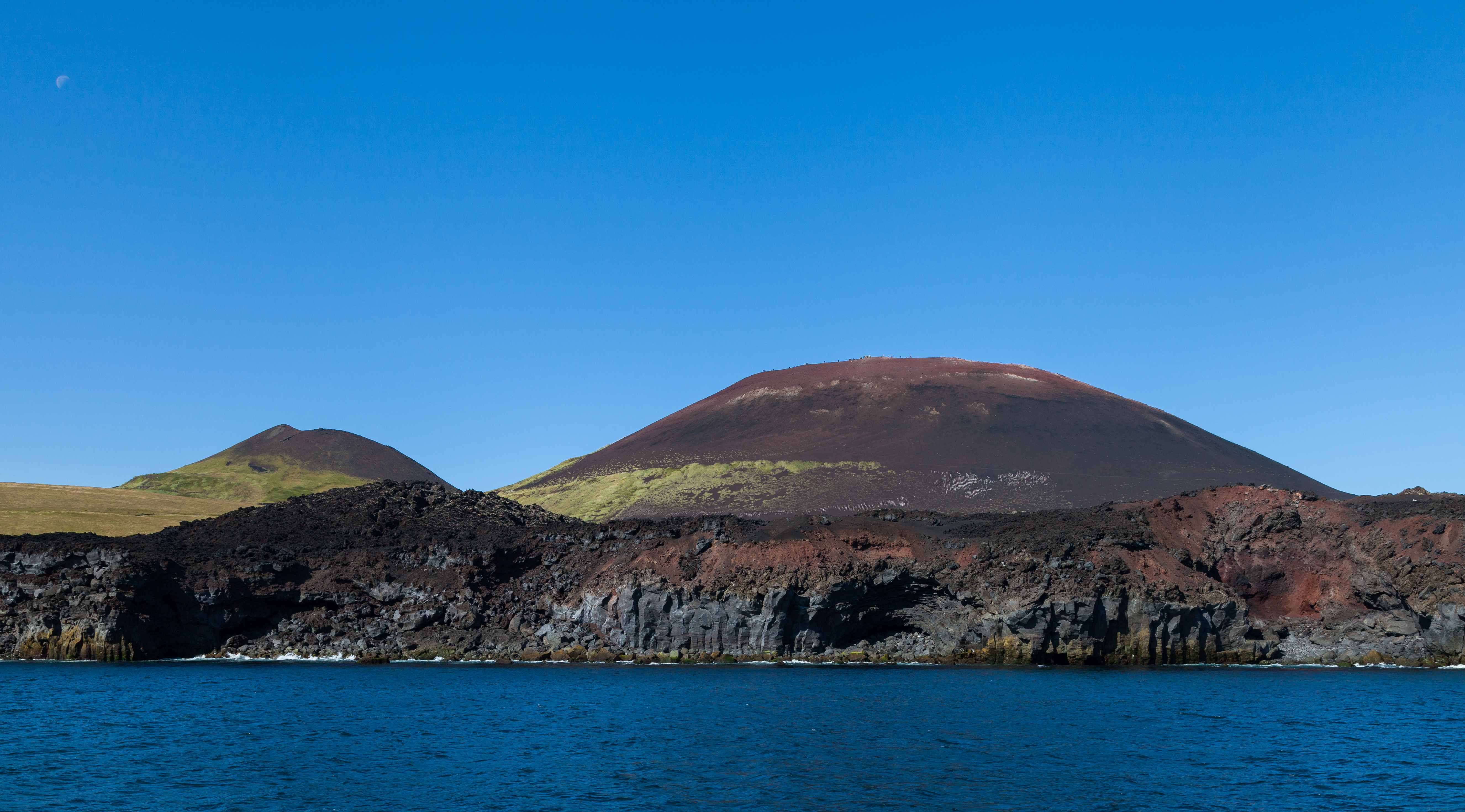
Eldfell

Secondo un'antica profezia, i pirati sarebbero tornati a colpire l'arcipelago di Vestmannaeyjar una volta realizzatisi tre avvenimenti: l'estensione del centro abitato ad ovest di Hásteinn (un luogo storico della città), la chiusura della piscina “Vilpa” e l'arrivo del figlio di un vescovo a Heimaey. All'inizio del 1973 il paese si era ormai sviluppato a ovest di Hásteinn, la piscina “Vilpa” era stata chiusa, dopo la morte per annegamento di un bambino e Karl Sigurbjörnsson, figlio del vescovo, iniziò a prestare servizio presso la chiesa di Vestmannaeyjar. Eppure, nell'oscura predizione c'era qualcosa di inesatto: non sarebbero stati i pirati turchi, infatti, a flagellare nuovamente l'isola ed i suoi abitanti, ma la ribelle natura islandese.
Appena a 10 anni di distanza dall'eruzione di Surtsey, il piccolo arcipelago delle Vestmann tornò a far parlare di sé: il vulcano Heimaey si era risvegliato.
Intorno all'una del mattino del 23 gennaio 1973, la terra cominciò a tremare ed ebbe inizio un'eruzione lineare lungo la costa orientale di Heimaey; la fenditura, lunga 1600 m, si aprì in prossimità del vulcano Helgafell. Dopo poche ore le fontane di lava si concentrarono nella sezione centrale della fessura, dove, nel giro di alcuni mesi, si formò un cono alto 220 m: l'Eldfell, la “montagna di fuoco”.
Provvidenzialmente, quella notte, quasi tutti i pescherecci erano ormeggiati nel porto e l'isola poté essere completamente evacuata in brevissimo tempo (circa 5.300 persone furono tratte in salvo). Due settimane dopo l'inizio dell'eruzione il flusso lavico cominciò a dirigersi verso il porto, col rischio di ostruirne il passaggio e di danneggiare, non solo la più importante fonte di reddito degli isolani, ma anche uno dei maggiori centri marittimi dell'intero Paese. I vigili del fuoco locali provarono, perciò, ad arrestare l'avanzata della lava pompando acqua di mare su di essa, per raffreddarla: l'acuta intuizione permise di evitare il disastro.
L'attività eruttiva proseguì sino al 3 luglio dello stesso anno, al termine di essa l'isola risultò allargata di circa 2,3 km².
L'eruzione in sé non fu molto potente, ma le conseguenze furono pesanti: circa 400 delle 1.345 case, più tante altre costruzioni, vennero distrutte; alcune furono sepolte dalla lava, altre cedettero sotto il peso della cenere sprigionata dal vulcano. Grazie all'intervento del governo e agli aiuti internazionali, fu avviata un'importante opera di ricostruzione, che permise agli abitanti di Heimaey di rientrare già al termine dell'estate del 1973. Solo un uomo morì nel corso dell'eruzione. L'evento è stato descritto da John McPhee nel suo libro "The Control of Nature".

### Oggi

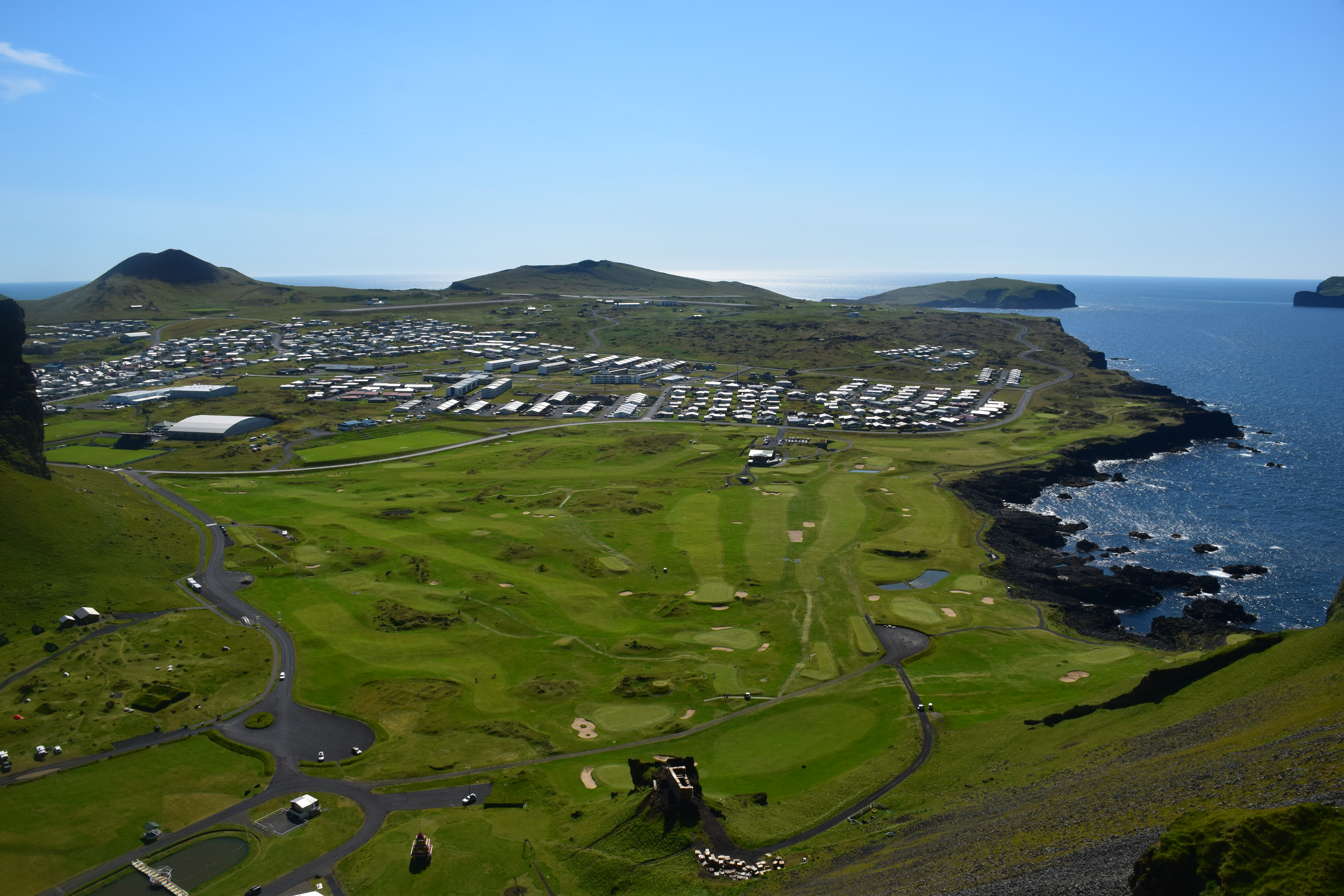
Heimaey ripresa da nord nel Luglio 2022

Heimaey è una cittadina appartenente al distretto di Vestmannaeyjar, dove vivono attualmente circa 4500 persone. Gli abitanti del posto sono prevalentemente occupati nel settore della pesca, anche se non mancano numerose altre attività economiche e commerciali. L'isola è collegata con l'Islanda attraverso l'aeroporto locale ed il servizio di trasporto marittimo offerto ogni giorno dal traghetto Herjólfur. L'arcipelago rappresenta, inoltre, un importante centro naturalistico e faunistico (in estate vi si registra la presenza di circa 8 milioni di pulcinella di mare e milioni di altre specie di uccelli), perciò da Heimaey partono numerosi safari per il bird e il whale watching, ma anche tour per ammirare le straordinarie bellezze del luogo.
Di grande fama gode il festival che annualmente si tiene sull'isola, il Þjóðhátíð (letteralmente "festa della nazione"). Esso ha luogo nella valle vulcanica chiamata Herjólfsdalur, durante il weekend che precede il 1º lunedì di agosto e comprende numerosi eventi musicali, ma anche spettacoli pirotecnici ed altre attività. Caratteristiche di questa manifestazione sono le tende bianche allestite dagli isolani a Herjólfsdalur, dove si festeggia mangiando e bevendo con amici e parenti.

## Cultura di massa
- Qualche scena finale del film Sans Soleil di Chris Marker riprende le case bianche di Heimaey che vengono lentamente seppellite dalla cenere vulcanica scura in seguito all'eruzione. Fanno da sfondo alcune colate di lava rossa che scendono verso il mare azzurro su uno sfondo costituito dal cielo scuro.
- Heimaey è citata nella canzone Island della band di metal progressivo Mastodon. La strofa in questione è: "Lava goddess, Ice and fire, Settling down, Ocean Geysir, Gullfoss, Heimaey 73". Si riferisce ovviamente all'eruzione dell'Eldfell.
- Haimaey è citato nel film The Deep (film 2012) in cui sono presenti video originali dell'eruzione e dell'evacuazione forzata della popolazione locale.